# Clythrocerus granulatus
Clythrocerus granulatus är en kräftdjursart som först beskrevs av M. J. Rathbun 1898.  Clythrocerus granulatus ingår i släktet Clythrocerus och familjen Cyclodorippidae. Inga underarter finns listade i Catalogue of Life.